# Distorsivproduzierte otoakustische Emissionen
Distorsiv produzierte otoakustische Emissionen. (auch Verzerrungsprodukte, Abkürzung DPOAE, von griechisch otos „Ohr“) sind otoakustische Emissionen, die an Innenohren von Säugern beobachtet werden können. Wird ein Innenohr mit zwei sinusförmigen Schallreizen angeregt, deren Frequenzen in einem bestimmten Verhältnis zueinander stehen, so wird im Innenohr eine dritte Schwingung mit einer anderen Frequenz erzeugt. Im Alltag wird diese Form der otoakustischen Emissionen oftmals falsch als Distorsionsprodukte otoakustischer Emissionen bezeichnet.

## Entstehung
DPOAE werden durch zwei simultan applizierte Sinustöne (f1 und f2) erzeugt. Im nichtlinearen System der Cochlea kommt es zu Verzerrungen (englisch distortion), die als Amplitudenerhöhung im Messspektrum auffallen. Die Frequenz und Amplituden der Verzerrungsprodukte hängen von verschiedenen Faktoren der Stimulationsfrequenzen ab, die mathematisch beschrieben werden können. Beim Menschen hat sich ein Verhältnis von {\displaystyle f_{dp}=2\cdot f_{1}-f_{2}} als besonders aussagekräftig erwiesen. 
Setzt man sich nun einer Schallquelle aus, die zwei im passenden Verhältnis stehende Reintöne abgibt, kann man oft selbst den dritten Ton, also das Verzerrungsprodukt des eigenen Ohres hören. 
Unter Musikern ist dieses Phänomen als Tartiniton bekannt.

## Medizinische Diagnostik
Die DPOAE werden oft als „unabhängiger Hörtest“ ausgegeben, weil sie frequenzspezifisch die Cochlea abtasten können, jedoch ist der Cut-off des Versagens nicht so scharf abgegrenzt wie bei den transitorisch evozierten otoakustischen Emissionen (TEOAE). So sind DPOAE bei Hörverlusten bis zu 50 dB(HL) noch nachweisbar. Durch ein pegelabhängiges Sättigungsverhalten der OAE kann jedoch durch Messung der Wachstumsfunktion der Hörverlust extrapoliert werden.
Die DPOAE sind daher nicht wie TEOAE zum Neugeborenenhörscreening geeignet, da sie auch noch in Bereichen höhergradiger Innenohrhörstörungen nachweisbar sind.